# جان پاتریک مک‌کانوس
جان پاتریک جی.پی. مک‌کانوس (به انگلیسی: John Patrick "J. P." McManus) (زاده ۱۰ مارس ۱۹۵۱) تاجر اهل ایرلند است.